# Full Moon Fever
Full Moon Fever is het solodebuutalbum van de Amerikaanse zanger-gitarist Tom Petty uit 1989. De opnames vingen aan in 1988, nadat zijn band Tom Petty and the Heartbreakers een pauze inlaste. De pauze volgde op een drukke periode met meerdere tournees, waaronder met Bob Dylan, en het opnemen van hun matig ontvangen album Let Me Up (I've Had Enough) (1987). Full Moon Fever werd opgenomen in de garagestudio van The Heartbreakers' gitarist Mike Campbell. Het soloalbum leidde tot spanningen binnen de band. Desondanks waren bijna alle leden van The Heartbreakers - en de supergroep Traveling Wilburys waar Petty deel van uitmaakte - erbij betrokken. MCA bracht het album in 1989 uit, nadat ze het aanvankelijk hadden afgewezen.
De vruchtbare samenwerking tussen Petty en producer Jeff Lynne (Electric Light Orchestra, Traveling Wilburys) bepaalde de sound van het album. Nummers werden bij Petty thuis geschreven, en de opnames verliepen verrassend soepel. Hoewel Lynne's invloed merkbaar was in de sound, behield Full Moon Fever de rootsrockstijl waar Petty bekend om stond, verrijkt met zijn persoonlijke interpretaties waaronder een cover van "I'll Feel a Whole Lot Better" van The Byrds en verwijzingen naar Del Shannon. Het album piekte wereldwijd in de top 10 van best verkochte albums. Het werd in 2019 opgenomen in de Grammy Hall of Fame.

## Achtergrond

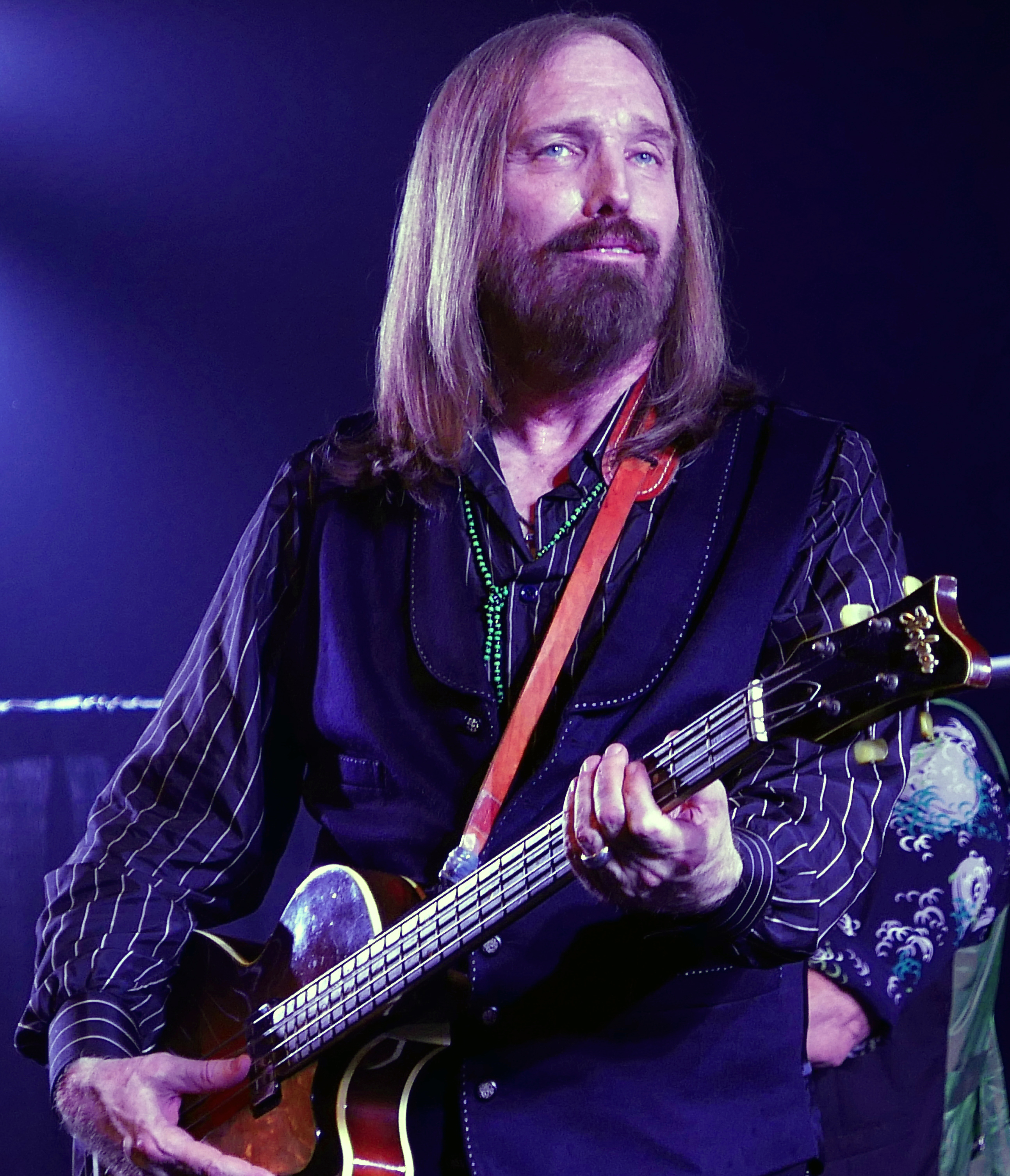
Tom Petty besloot in 1987, na een drukke periode, een soloalbum op te nemen.

In 1987 brachten Tom Petty and the Heartbreakers hun zevende album Let Me Up (I've Had Enough) uit. Frontman Tom Petty was al enige tijd niet geheel tevreden met het werk van de band. In een interview met Spin in 1989 noemde hij Long After Dark (1982) en Southern Accents (1985) "moeilijke projecten". Volgens hem werd er te hard geprobeerd om albums te maken; Let Me Up vond hij daarop een uitzondering. Echter, het album werd matig ontvangen door recensenten en de verkopen vielen tegen. Twee tournees met Bob Dylan, het opnemen van Let Me Up en een promotietour leidden tot de behoefte aan een pauze. Aangezien Petty naar eigen zeggen niet stil kon zitten, dook hij alsnog de studio in om nummers op te nemen.
De andere bandleden van The Heartbreakers waren niet gelukkig met het soloproject van Petty dat zou uitgroeien tot Full Moon Fever. Bassist Howie Epstein en toetsenist Benmont Tench liepen er niet warm voor om tijdens liveshows van The Heartbreakers nummers van Petty's soloalbum te spelen. Tench was in eerste instantie zelfs niet op de hoogte van Petty's solowerk. Hij was juist onder de indruk dat er gewerkt zou worden aan een album van The Heartbreakers. De samenwerking tussen Petty en drummer Stan Lynch was al gebrouilleerd maar liep nog een flinke deuk op die niet meer hersteld werd. Lynch was de enige van The Heartbreakers die geen bijdrage zou leveren aan de opnames van het album. Hij werkte nog wel mee aan The Heartbreakers' achtste studioalbum Into the Great Wide Open (1991) en hun verzamelalbum Greatest Hits (1993), maar zou de band in 1994 verlaten.
Full Moon Fever werd uitgebracht door The Heartbreakers' vaste platenlabel MCA. Het label wees het album in eerste instantie van de hand omdat het niet goed genoeg bevonden werd. Pas na een wisseling van het management gaf MCA het album alsnog uit. Petty was totaal ondersteboven van MCA's initiële reactie. Zijn vriendschap met George Harrison (The Beatles) en Jeff Lynne (Electric Light Orchestra), die in 1988 leidde tot de oprichting van de supergroep Traveling Wilburys samen met Bob Dylan en Roy Orbison, kwam op dat moment goed van pas. Harrison en Lynne nodigden Petty uit voor een diner met Mo Ostin, labelbaas van Warner Bros., waar de Travelling Wilburys bij getekend waren. Toen Harrison en Petty het nummer "Free Fallin'" ten gehore brachten in de aanwezigheid van Ostin en Warner Bros' directeur Lenny Waronker, kreeg Petty pardoes een contract aangeboden. Petty aarzelde wegens contractuele verplichtingen, maar tekende uiteindelijk toch. Dat contract bleef wel twee jaar in een kluis liggen. MCA was er niet van op de hoogte toen Full Moon Fever uitgegeven werd. Ook Into the Great Wide Open werd nog door MCA uitgegeven.

## Opnames en productie

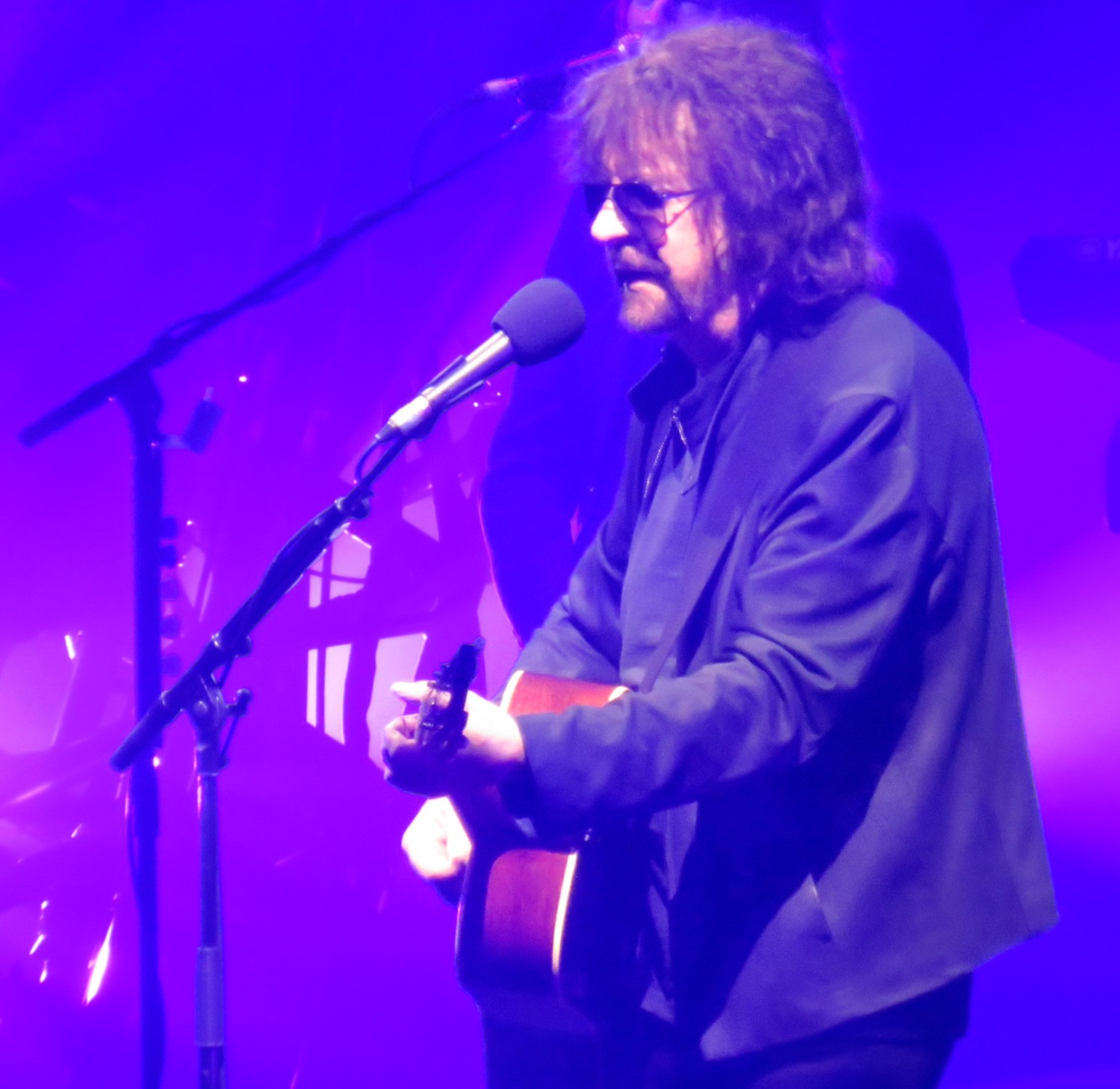
Jeff Lynne, frontman van de net in 1986 opgeheven rockband Electric Light Orchestra, produceerde albums van vele andere bands en artiesten.

Petty ontmoette Lynne in 1987. Hij herkende de frontman van Electric Light Orchestra toen ze beiden voor een stoplicht wachtten in Los Angeles. Lynne was in de stad om het solodebuutalbum van Brian Wilson (The Beach Boys) te produceren. Na een gesprek tussen de twee besloten ze om samen te werken. De nummers werden bij Petty thuis geschreven. Lynne stond bekend als producer die zijn geluid stevig liet doorklinken in het werk van anderen. Michael Corcoran van Spin zei hierover in een interview met Petty: "Hij heeft best een zware hand op de knoppen." Petty was daar niet bang voor. Zo was hij bijvoorbeeld juist onder de indruk van Lynnes werk aan George Harrisons album Cloud Nine (1987).
De opnames van Full Moon Fever vonden plaats in 1988, in de garagestudio van The Heartbreakers' gitarist Mike Campbell. Veel muzikanten uit Petty's vriendenkring droegen eraan bij waaronder alle bandleden van The Heartbreakers (minus Stan Lynch) en alle bandleden van de Traveling Wilburys (minus Bob Dylan). De opnames werden tijdelijk stilgelegd om te kunnen werken aan de opnames van Traveling Wilburys' debuutalbum Traveling Wilburys Vol. 1 dat nog in 1988 uitkwam. Het productieproces van Full Moon Fever verliep vlot. Petty noemde het proces "een makkie" en het album "de plezierigste plaat waar ik ooit aan gewerkt heb". Full Moon Fever werd uitgebracht op 24 april 1989.

## Stijl
De sound werd sterk beïnvloed door Lynne, maar volgens Jimmy Guterman van Rolling Stone was de muziek op Full Moon Fever niet "rommelig" geworden door de meerdere lagen aan keyboards en achtergrondzang waar Lynne bekend om stond. De rootsrock van eerder werk van The Heartbreakers klinkt schoner en glanzender op Full Moon Fever door de sturing van Lynne. Naast Lynne staan Petty en Campbell vermeld als co-producenten. Petty verwerkte zijn persoonlijke invloeden in het album door een cover op te nemen van "I'll Feel a Whole Lot Better" van The Byrds en geluiden van en verwijzingen naar Del Shannon te gebruiken in "Runnin' Down a Dream". De stijl van het album is omschreven als heartlandrock en rock-'n-roll.

## Nummers

### Free Fallin'

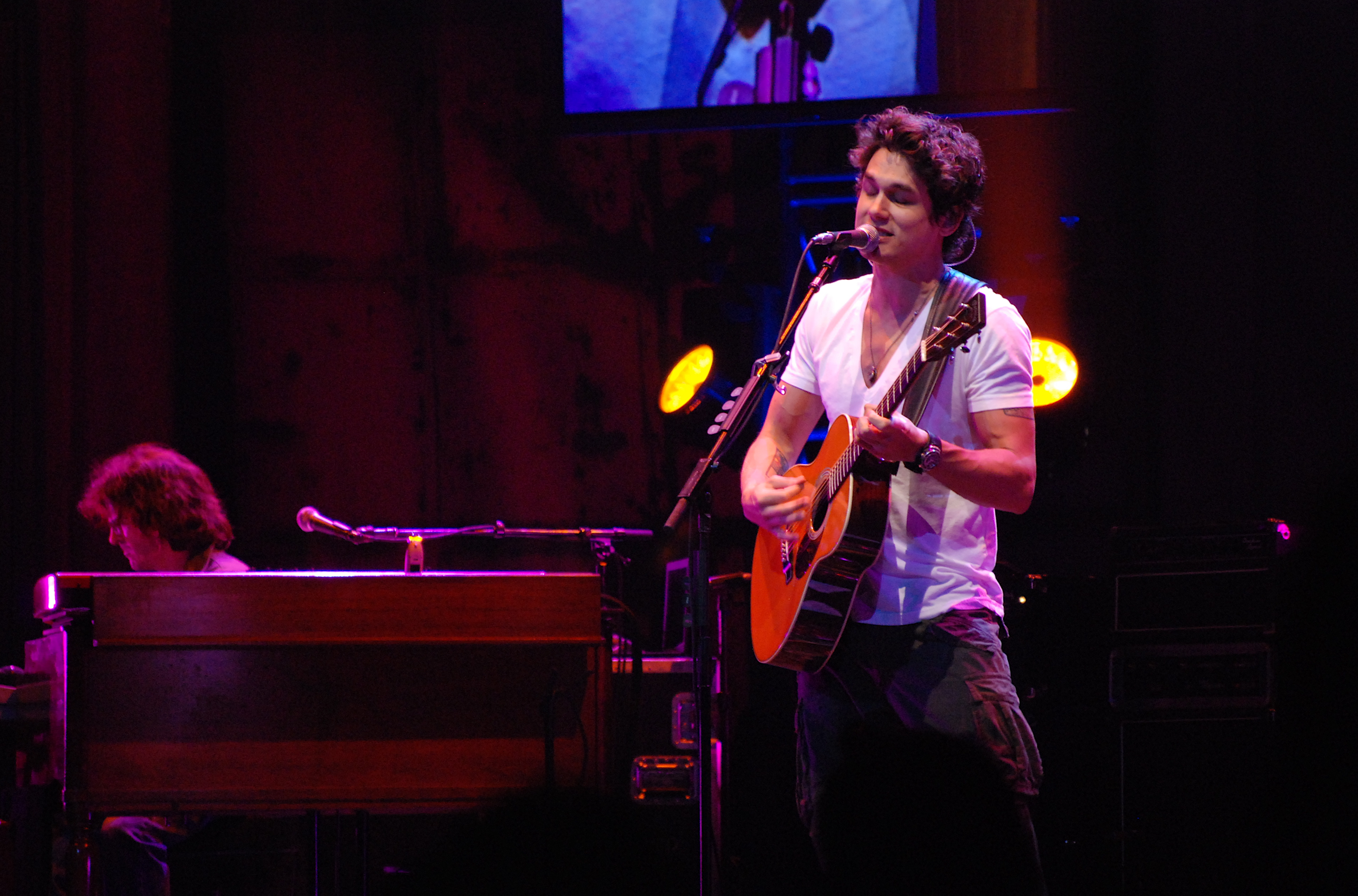
John Mayer speelde een akoestische versie van "Free Fallin'" tijdens een optreden in 2007. De cover belandde op zijn livealbum Where the Light Is uit 2008.

In oktober 1989 verscheen het openingsnummer "Free Fallin'" als derde single. Het werd door Petty geschreven in samenwerking met Lynne. "Free Fallin'" werd het hoogstgenoteerde nummer van het album in de Verenigde Staten met een piek op #7 in de Billboard Hot 100. In Europa deed het nummer relatief weinig. In Nederland werd #61 bereikt in de Nationale Top 100 en in Zwitserland piekte het nummer op #86.
Het nummer werd veelvuldig gespeeld op belangrijke evenementen en werd gebruikt in films en televisieseries. Petty werd voor het nummer geïnspireerd door ritten langs Ventura Boulevard in zijn thuisstad Los Angeles. "Free Fallin'" wordt als een van Petty's beste nummers gezien. Zowel Billboard als Rolling Stone  plaatsten het op de vierde positie in hun lijsten van beste nummers van Tom Petty. In 2007 speelde John Mayer een cover van het nummer tijdens een optreden in het Nokia Theater in Los Angeles. Hij bracht het uit als single van het livealbum Where the Light Is (2008). De single behaalde in 2022 goud in het Verenigd Koninkrijk.

### I Won't Back Down
In 1989 werd "I Won't Back Down" uitgebracht als de eerste single van Full Moon Fever. Het is geschreven door Petty en Lynne. De single bereikte #12 in de Billboard Hot 100 en #1 in de hitlijst Billboard Album Rock Tracks. In Duitsland kwam het nummer niet verder dan #66. De liedtekst brengt een boodschap van weerstand tegen moeilijkheden. Hierdoor werd het nummer veelvuldig op de Amerikaanse radio gedraaid na de aanslagen op 11 september 2001.
In januari 2015 werd bekend dat er een overeenkomst was getekend met de Engelse singer-songwriter Sam Smith. Smiths hitsingle "Stay with Me" (2014) vertoont grote overeenkomsten met "I Won't Back Down". Petty en Lynne werden voortaan vermeld als co-auteurs en kregen 12,5% van de opbrengsten. Ze kwamen niet in aanmerking voor de Grammy Awards die Smith wel won met het nummer. De Recording Acacemy, de organisatie achter de Grammy's, hield de mogelijkheid open dat het werk van Petty en Lynne geïnterpoleerd was en dat er geen extra werk verricht was om tot "Stay with Me" te komen. Ze kregen wel certificaten waarin hun bijdragen werden vermeld, zoals gebruikelijk bij samples en interpolaties. Smith, James Napier en William Phillips, allen verantwoordelijk voor het schrijven van "Stay with Me", beweerden "I Won't Back Down" nooit gehoord te hebben. Ook Petty hield het op toeval en merkte op dat "die dingen kunnen gebeuren."

### Love Is a Long Road

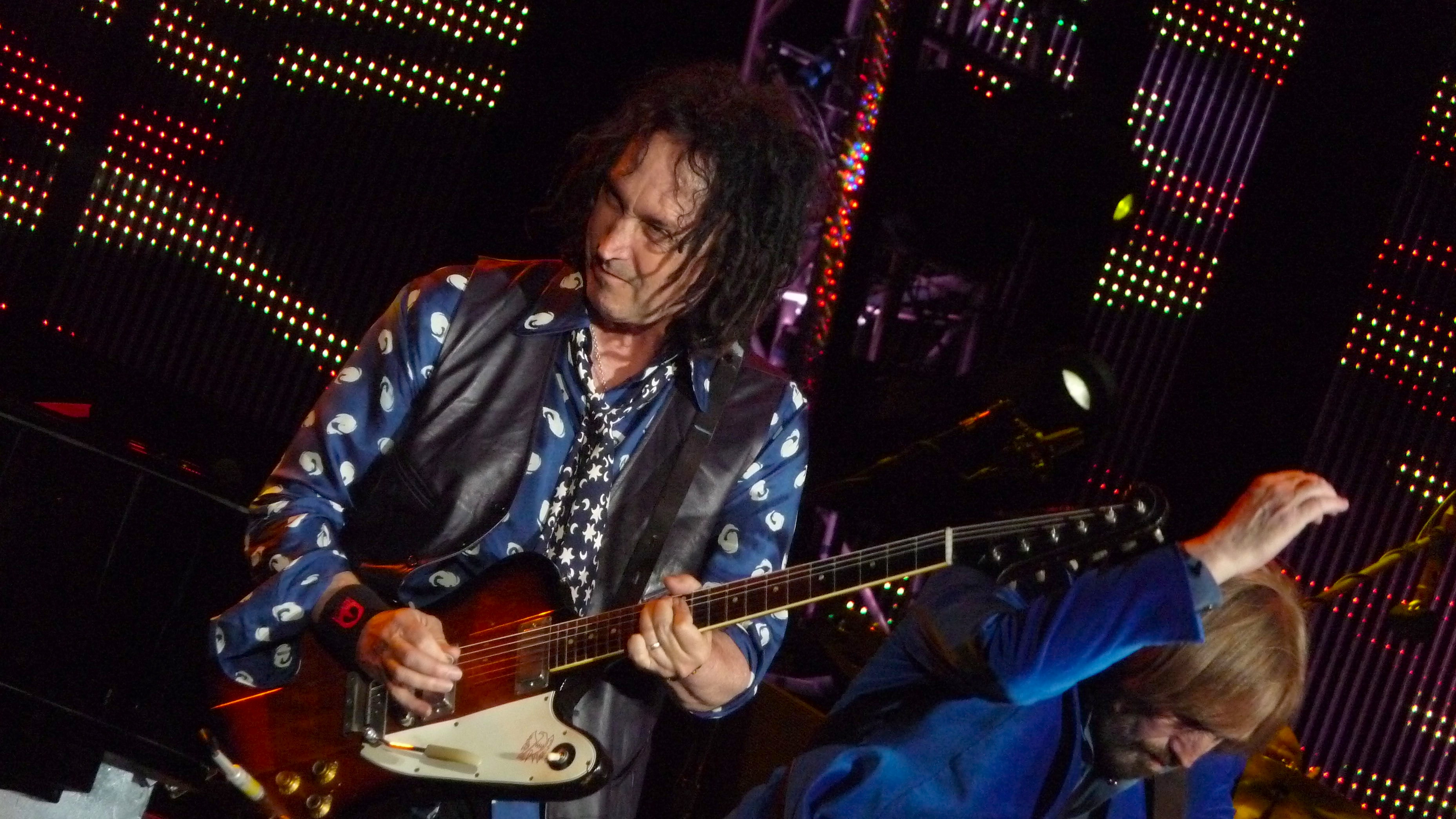
Mike Campbell was co-auteur van "Love Is a Long Road". De muziek van het nummer deed hem denken aan een motor die optrekt.

"Love Is a Long Road" is een krachtig rocknummer van Petty, Campbell en Lynne. Het nummer, door Matthew Greenwald van AllMusic vergeleken met The Who's "Baba O'Riley" en "Won't Get Fooled Again" (beide uit 1971), is een hoogtepunt op Petty's solodebuutalbum. Rolling Stone rangschikte het op #38 in hun lijst van Petty's 50 beste nummers. Het nummer bereikte in 1989 de zevende positie op de Billboard Album Rock Tracks-lijst. In 2023 beleefde de populariteit van het nummer een heropleving  nadat het werd gebruikt in de trailer van het langverwachte computerspel Grand Theft Auto VI, wat resulteerde in een enorme stijging van de aantallen streams op verschillende diensten waaronder Spotify. Het nummer kwam daardoor ook opnieuw in een hitlijst; het piekte op #7 in de Billboard Rock Digital Song Sales.

### A Face in the Crowd
"A Face in the Crowd" werd als single uitgebracht in 1990. Het nummer verkent thema's als identiteit en de strijd om authenticiteit te behouden in een oppervlakkige wereld. Lynne schreef de gitaarmuziek. Petty schreef er de tekst bij die door Andrew Unterberger van Billboard omschreven is als "een van zijn briljantste ingetogen liedteksten". In eigen land bereikte het nummer #46 in de Billboard Hot 100. In Nederland bleef het nummer steken op #25.

### Runnin' Down a Dream
"Runnin' Down a Dream" is een door Petty geschreven en opgenomen nummer uit 1989. Het werd in verschillende landen een hit, met name in Canada met een piek op #23 en in het thuisland met #23 in de Billboard Hot 100. In de Billboard Album Rock Tracks werd de hoogste positie bereikt. In de liedtekst van het nummer refereert Petty aan Del Shannons hitsingle "Runaway": "Trees went by, me and Del were singin' little Runaway". Petty vertelt met de liedtekst over het artistieke proces om tot een lied te komen. De veelzijdige akkoorden en kenmerkende sterk verstoorde gitaarriff droegen bij aan het succes. De geanimeerde videoclip, gebaseerd op Little Nemo in Slumberland (1905), toont Petty in Slumberland ("Dromenland"). Het nummer werd gebruikt als themamuziek van de finales van de NBA in 2006.

### Feel a Whole Lot Better
"Feel a Whole Lot Better" is een cover van een nummer van de folkrockgroep The Byrds, afkomstig van hun debuutalbum Mr. Tambourine Man (1965). Het werd geschreven door Gene Clark en uitgebracht als B-kant van hun tweede single "All I Really Want to Do" (1964) – op zijn beurt een cover van Bob Dylan. De originele versie van The Byrds werd een bescheiden hit en viel net buiten de Billboard Hot 100. Clark schreef het nummer tijdens een periode in zijn leven waarin zijn bekendheid toenam. Hij begon zich te storen aan zijn toenmalige vriendin en beschreef hoe hij zich beter zou voelen zonder haar. "I'll Feel a Whole Lot Better", de oorspronkelijke titel van het nummer, inspireerde artiesten waaronder Petty die covers opnamen.

### Yer So Bad
Deze laatste single van het album, uit 1990, vertelt het verhaal vanuit het perspectief van de hoofdpersoon over zijn hebzuchtige zus. Petty had moeite met het schrijven van "Yer So Bad". Lynne hielp hem met het uitwerken van de songstructuren. Alleen in eigen land en in Canada deed het nummer het goed, met pieknoteringen op respectievelijk #5 in de Billboard Album Rock Tracks en #44 in de RPM Top Singles. De videoclip werd geregisseerd door Julien Temple die ook verantwoordelijk was voor de regie van de videoclips van “Free Fallin’”, “Into the Great Wide Open" (1991) en “Learning to Fly” (1991).

## Ontvangst

### Recensies
Full Moon Fever werd zeer positief ontvangen en wordt over het algemeen gezien als een sterk album. Recensies uit 1989 noemden het album gepolijst en onderscheidend van het werk van The Heartbreakers. Een latere recensie van Rolling Stone uit 2004 noemde de melodie juist "ambitieuzer" en de muziek "eclectischer dan Petty's gebruikelijke werk". Stephen Erlewine van AllMusic kon slechts een wazig onderscheid maken tussen Full Moon Fever en eerder werk van The Heartbreakers. Immers, vrijwel de hele band werkte mee aan het schrijven of inspelen van de muziek terwijl de aanwezigheid van Lynne voor een ander geluid zorgde. Maura Johnston van Pitchfork merkte op hoe Petty's "economische, doordachte songwriting" mooi samenging met de "ingetogen productie" van Lynne. In 2019 werd Full Moon Fever opgenomen in de Grammy Hall of Fame.

### Commercieel succes
Het album werd in de Verenigde Staten meer dan vijf miljoen maal verkocht, waarmee elk record van The Heartbreakers verbroken werd.

## Live-uitvoeringen
Ook tijdens The Heartbreakers' afscheidstournee in 2017, de 40th Anniversary Tour, werden nog nummers van het album gespeeld. Op 22 augustus (zie foto) waren dat "I Won't Back Down", "Free Fallin'", "Yer So Bad" en "Runnin' Down a Dream". Op 2 oktober, een maand na het laatste optreden van de tournee, kwam Petty plots te overlijden aan een onbedoelde overdosis medicijnen.

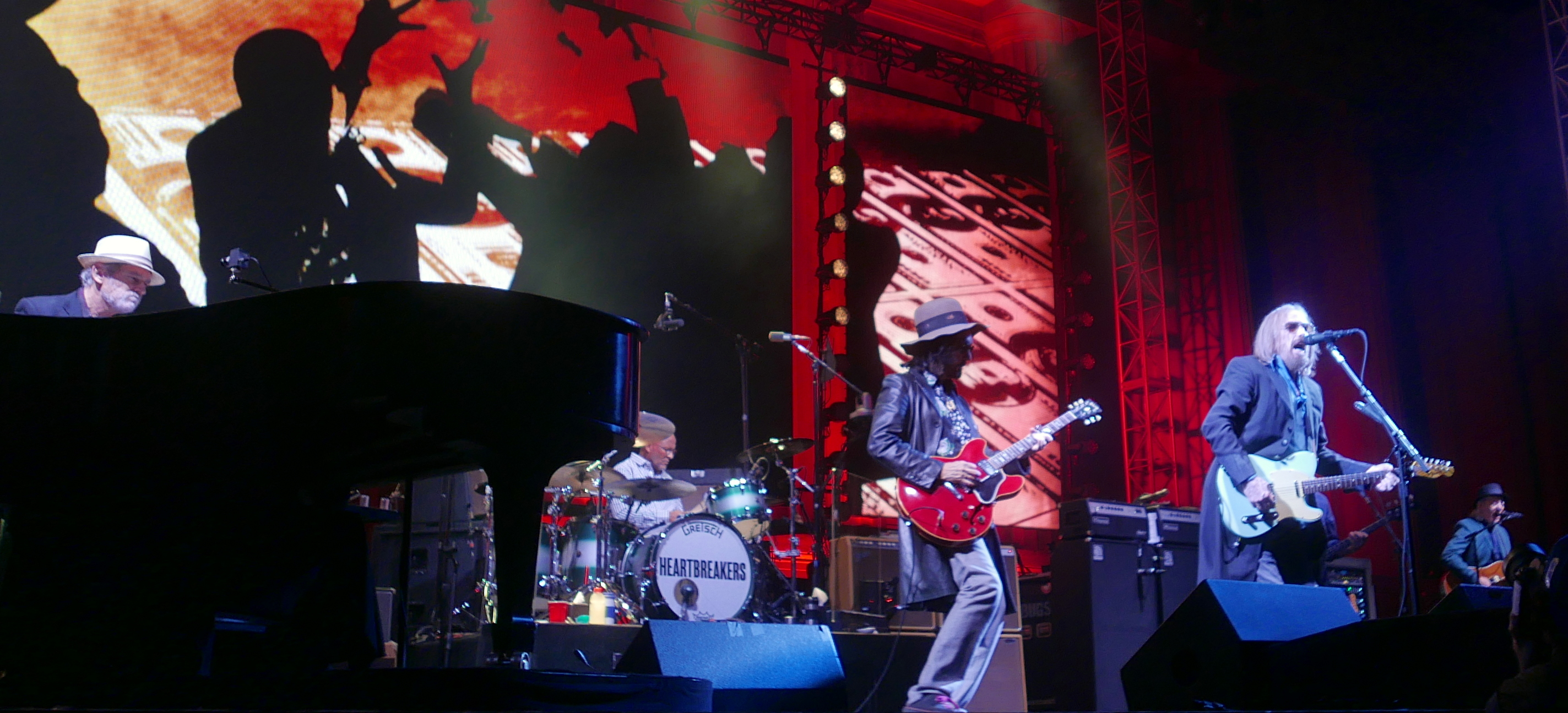
Tom Petty and the Heartbreakers tijdens een optreden op 22 augustus 2017. V.l.n.r.: Benmont Tench, Steve Ferrone, Mike Campbell, Tom Petty, Ron Blair (achter Petty) en Scott Thurston.

## Tracklist
| Nr. | Titel                          | Schrijver(s)           | Duur |
| --- | ------------------------------ | ---------------------- | ---- |
| 1.  | Free Fallin'                   | Petty, Lynne           | 4:16 |
| 2.  | I Won't Back Down              | Petty, Lynne           | 2:58 |
| 3.  | Love Is a Long Road            | Petty, Campbell        | 4:08 |
| 4.  | A Face in the Crowd            | Petty, Lynne           | 3:59 |
| 5.  | Runnin' Down a Dream           | Petty, Lynne, Campbell | 4:52 |
| 6.  | Feel a Whole Lot Better        | Gene Clark             | 2:50 |
| 7.  | Yer So Bad                     | Petty, Lynne           | 3:06 |
| 8.  | Depending on You               | Petty                  | 2:49 |
| 9.  | The Apartment Song             | Petty                  | 2:32 |
| 10. | Alright for Now                | Petty                  | 2:01 |
| 11. | A Mind With a Heart of Its Own | Petty, Lynne           | 3:31 |
| 12. | Zombie Zoo                     | Petty, Lynne           | 2:56 |

## Personeel
| Tom Petty Live in Horsens (cropped).jpg  | Tom Petty (zang, gitaar, keyboard, tamboerijn)                                           |
| FlMacWerchter080619 32 (49920291028).jpg | Mike Campbell (leadgitaar, basgitaar, mandoline, slidegitaar, resonatorgitaar, keyboard) |
| Jefflynne hydepark.jpg                   | Jeff Lynne (basgitaar, slaggitaar, synthesizer, piano, keyboard, zang)                   |
| Farmaid-with-neil.jpg                    | Phil Jones (drums, percussie)                                                            |

Ondersteunend
- Howie Epstein (achtergrondzang)
- George Harrison (akoestische gitaar, achtergrondzang)
- Jim Keltner (drums, maraka, tamboerijn)
- Roy Orbison (achtergrondzang)
- Del Shannon (geluiden)
- Benmont Tench (piano)

Productie
- Jeff Lynne, Tom Petty, Mike Campbell (producer)
- Steve Hall (mastering)

## Hitnoteringen
| Land                | Piek |
| ------------------- | ---- |
| Australië           | 13   |
| Canada              | 3    |
| Duitsland           | 41   |
| Nederland           | 62   |
| Nieuw-Zeeland       | 5    |
| Noorwegen           | 2    |
| Oostenrijk          | 73   |
| Verenigd Koninkrijk | 8    |
| Verenigde Staten    | 3    |
| Zweden              | 2    |

## Erkenning
| Land                | Status       |
| ------------------- | ------------ |
| Canada              | Platina (6x) |
| Verenigd Koninkrijk | Goud         |
| Verenigde Staten    | Platina (5x) |
| Zweden              | Platina (5x) |

- MusicBrainz release group: ffbef03e-3651-39db-8a2f-e140dc5aa219